# Jadranska magistrala

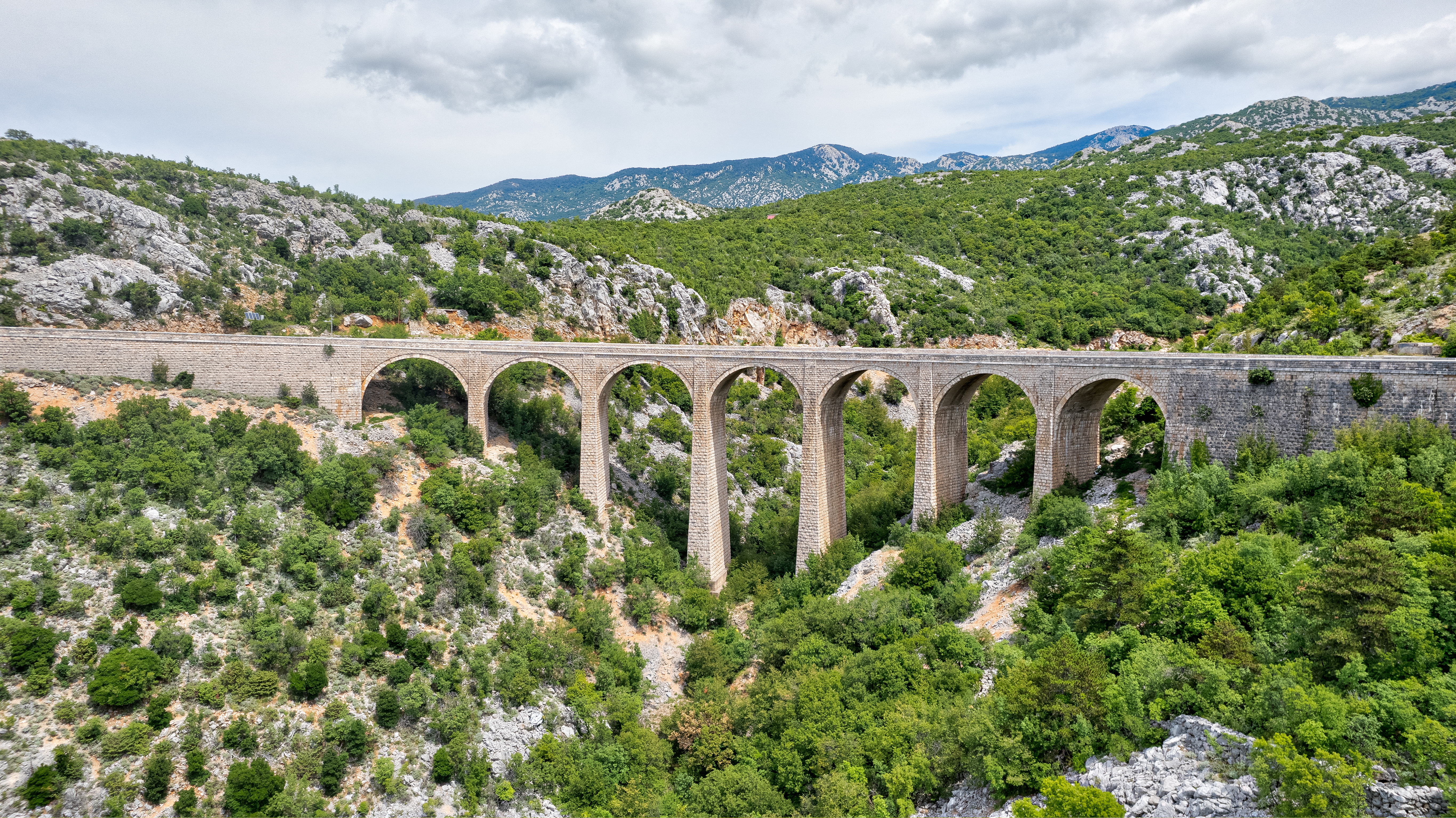
Jadranska magistrala leds över en bro i Kroatien.

Jadranska magistrala (Adriamagistralen, Adriatiska kustvägen) eller Jadranska turistička cesta (Adriatiska turistvägen) är en väg som sträcker sig längs Adriatiska havets östra kust och är en del av E65. Den går från nordvästra Kroatien, via Bosnien och Hercegovina (Neum) till sydligaste Montenegro. Huvuddelen av vägsträckan går genom Kroatien.
I princip hela Jadranska magistrala består av en tvåfilig väg med undantag för korta dubbla körbanor mellan Sveti Juraj nära Kaštela och Split. Vägen planeras dock att utvidgas mot en motorväg, inledningsvis på sträckan Trogir-Omiš. När den Adriatisk-joniska motorvägen färdigställs är det planerat att den skall ersätta den adriatiska kustvägen som huvudsaklig väg för vägtransporter längs den adriatiska kusten.

### Fotnoter
1. ↑  Radimir Čačić (1 november 2006). ”Adriatic-Ionian Transport Corridor on the territory of the Republic of Croatia” (PDF). Regional Economic Forum Southeast Europe. Arkiverad från originalet den 29 december 2009. https://web.archive.org/web/20091229034219/http://www.ref-see.org/pdf/Radimir%20Cacic.pdf.